# Waćaspati Miśra
Waćaspati Miśra (sanskryt वाचस्पति मिश्र) – filozof hinduski z Mithili ze szkoły njaja, działający około 850 roku n.e. Bramin z grupy Smarta. Jest autorem licznych komentarzy do głównych nurtów filozofii indyjskiej.